# برایان گارسیا
برایان گارسیا (اسپانیایی: Brayan García‎؛ زادهٔ ۲۶ مارس ۱۹۹۳) بازیکن فوتبال اهل هندوراس است.
از باشگاه‌هایی که در آن بازی کرده است می‌توان به باشگاه فوتبال موتاگوا اشاره کرد.
وی همچنین در تیم‌های ملی فوتبال زیر ۲۳ سال هندوراس و هندوراس بازی کرده است.